# Pessoa certa hora errada
Pessoa certa hora errada è un singolo della cantante brasiliana Giulia Be, pubblicato il 9 settembre 2021 come primo estratto dal primo album in studio Disco voador.

## Video musicale
Il video musicale, girato in un karaoke a San Paolo, è stato diretto dalla stessa interprete.

## Tracce
Testi e musiche di Giulia Be e Danyel Marinho.
1. Pessoa certa hora errada – 2:44

## Formazione
- Giulia Be – voce
- Gabriel Salles – basso
- Luis Felipe Bade – chitarra
- Gabriel Lucchini – tastiera
- Gabriel Salles – tastiera, percussioni
- Paul Ralphes – basso, chitarra, tastiera, produzione

## Classifiche

### Classifiche settimanali
| Classifica (2021) | Posizione massima |
| ----------------- | ----------------- |
| Portogallo        | 10                |

### Classifiche di fine anno
| Classifica (2021) | Posizione |
| ----------------- | --------- |
| Portogallo        | 115       |